# Edifici a la muralla Sant Antoni, 111 (Valls)
L'Edifici a la muralla Sant Antoni, 111 de Valls (Alt Camp) és una obra amb elements eclèctics i modernistes protegida com a Bé Cultural d'Interès Local.

## Descripció
Es tracta d'una construcció entre mitgeres, molt a prop del carrer Miralcamp, que consta de planta baixa i dues plantes més.
Als baixos hi ha dues portalades, que disposen de portes de doble full. Totes dues obertures tenen muntant i llindes corbes pètries. En el lateral dret hi ha una finestra enreixada.
A la segona planta hi ha tres balcons; el central és més ampla. Hi ha dues mènsules per cada unitat. La barana de ferro té una mena de sòcol també de ferro treballat, que determina uns dibuixos. També són força interessants els coronaments d'aquestos balcons, ja que existeixen unes motllures/cornisa ben resolta.
A la segona planta hi ha tres finestres, la central té un arc. Entre el primer i segon pis hi ha unes pseudocolumnes adossades, amb capitells d'ordre corinti.
La façana es remata amb una cornisa que està recolzada per una sèrie de mènsules. Per acabar, hi ha tot una barana mur de tancament de la coberta, que està formada per trams de murs cecs i tres trams de vuit balustres.
La façana es troba força deteriorada, especialment la part de la cornisa i acabament superior, així com la pseudocolumna de l'esquerra.